# 8324 Juliadeleón
8324 Juliadeleón è un asteroide della fascia principale. Scoperto nel 1981, presenta un'orbita caratterizzata da un semiasse maggiore pari a 2,3168338 UA e da un'eccentricità di 0,2021199, inclinata di 7,30960° rispetto all'eclittica.